# Darius Ier
 (novembre 2023).
Si vous disposez d'ouvrages ou d'articles de référence ou si vous connaissez des sites web de qualité traitant du thème abordé ici, merci de compléter l'article en donnant les références utiles à sa vérifiabilité et en les liant à la section « Notes et références ».
Darius Ier dit le Grand (en vieux perse : 𐎭𐎠𐎼𐎹𐎺𐎢𐏁 / Dārayava(h)uš ; en persan : داريوش / Dāriyūš ; en grec : Δαρεῖος / Dareīos ; en babylonien : Dariamuš ; en élamite : Dariyamauiš ou Da-ri-(y)a-ma-u-iš ; en araméen : Dryhwš, en hébreu : דָּרְיָוֶשׁ / Darəyaveš ; en latin : Darius ; « Celui qui soutient le Bien »), né vers 550, mort en 486 av. J.-C., est le troisième grand roi perse (ou quatrième si on compte Bardiya) de la dynastie des Achéménides.
Selon Hérodote, en grec son nom signifie « celui qui réprime ».
Darius monte sur le trône en renversant le légitime monarque achéménide Bardiya et doit réprimer des rébellions dans tout son royaume. Le fait majeur de son règne est l'expédition menée afin de punir Athènes et Érétrie pour leur aide dans la révolte ionienne. Bien que la première guerre médique se soit finalement soldée par un échec à la bataille de Marathon, Darius réussit à soumettre à nouveau la Thrace, à agrandir l'Empire perse par la conquête de la Macédoine, des Cyclades et de l'île de Naxos, et le pillage de la ville d'Érétrie.
Darius organisa son empire en le divisant en provinces (les satrapies) gouvernées par des satrapes. Il a organisé la monnaie achéménide comme un nouveau système monétaire uniforme, tout en faisant de l'araméen la langue officielle de l'empire. Il a également accru l’importance de l'empire en construisant des routes et en introduisant des poids et des mesures standard. Grâce à ces changements, l'empire fut centralisé et unifié. Darius travailla également à des projets de construction dans tout l'empire, en se concentrant sur Suse, Pasargades, Persépolis, Babylone et l'Égypte. Il a fait graver l'inscription de Behistun à flanc de falaise pour enregistrer ses conquêtes, un témoignage important du vieux perse.
Il est mentionné dans six livres de l'Ancien Testament (dont Esdras et Daniel).

## Jeunesse
Darius est l'aîné de cinq fils d'Hystaspès et de Rhodogune, le petit-fils d'Arsamès et le frère d'Artaban. Dans son inscription à Behistoun, Darius se présente comme descendant en droite ligne d'Achéménès, mais il s'agit sans doute, contrairement à ce qu'il affirme, d'une branche qui n'a pas produit de rois jusqu'à lui.
L'inscription de Behistun de Darius déclare que son père était satrape de Bactriane en 522 avant notre ère. Selon Hérodote, Hystaspes était le satrape de Perse, une affirmation démentie par l'iranologue Pierre Briant. Toujours selon Hérodote (III.139), Darius, avant de prendre le pouvoir, porte les titres auliques de « porte-carquois » de Cyrus II, puis de « porte-lance » de Cambyse II lors de la conquête de l'Égypte. Cela est souvent interprété comme signifiant qu'il était le porteur de lance personnel du roi, un rôle important. Hystaspes était un officier de l'armée de Cyrus et un noble de sa cour.

## Règne

### Accession au pouvoir

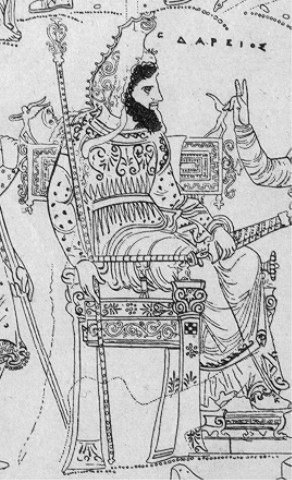
Représentation de Darius, détail d'un vase grec.

Le règne de Bardiya a provoqué le mécontentement de l'aristocratie perse, au point que le général Otanes décide de le renverser quelques mois seulement après son avènement en -522. Il rassemble autour de lui cinq autres conjurés, dont Intapherne et Gobryas qui finit par faire appel à Darius, auquel il est lié par un échange de mariages : Gobryas a épousé une sœur de Darius et celui-ci épouse une des filles de Gobryas, qui lui donne trois fils dont Artobarzanès l'aîné, et Ariabignès[réf. nécessaire].
Le coup d'État est présenté par Hérodote comme l'œuvre d'un petit groupe, se glissant discrètement dans le palais et assassinant Bardiya dans son lit, mais Darius dans l'inscription de Behistoun se présente comme « chef d'une armée de Mèdes et de Perses ». Il est plus probable que le renversement de Bardiya a fait l'objet de batailles militaires, les insurgés le poursuivant et l'exécutant dans une place forte où il s'était réfugié.
Hérodote écrit que les débats sur la succession de Bardiya tournent autour de trois options : l'isonomie, l'oligarchie et la monarchie, celle-ci étant proposée par Darius, mais cette discussion semble refléter des considérations du monde grec de l'époque, et non nécessairement celles des Perses. Après qu'il a choisi de continuer la monarchie, et comme il n'y a pas d'héritier direct, toujours selon Hérodote (III, 86-87) les conjurés se rassemblent à l'aube et décident que le premier dont le cheval hennira devant le soleil levant sera roi ; le palefrenier de Darius utilise un subterfuge et fait sentir à son cheval l'odeur d'une jument, ce qui le fait hennir. L'épisode est probablement le reflet du rituel royal présent dans différentes régions du domaine indo-européen où le cheval est donneur de royauté. Là encore, il est plus probable que Darius a fini par faire l'objet d'un consensus entre les conjurés, après qu'Otanès se fut retiré de la discussion. Sur sa charte gravée sur or, il promet à son peuple une civilisation de premier plan.
Selon la coutume qui voulait que le nouveau roi épousât les femmes de son prédécesseur, mais également pour renforcer ses liens avec la branche régnante des Achéménides, Darius épouse deux des filles de Cyrus II, Atossa, veuve de Cambyse II et de Bardiya/Smerdis, et Artystonè, une de ses petites-filles, Parmys, ainsi que Phaidimè, veuve de Bardiya/Smerdis mais également fille d'Otanès. Plus tard, il épouse Phratagounè, fille de son frère Artanès.

### Révoltes des provinces

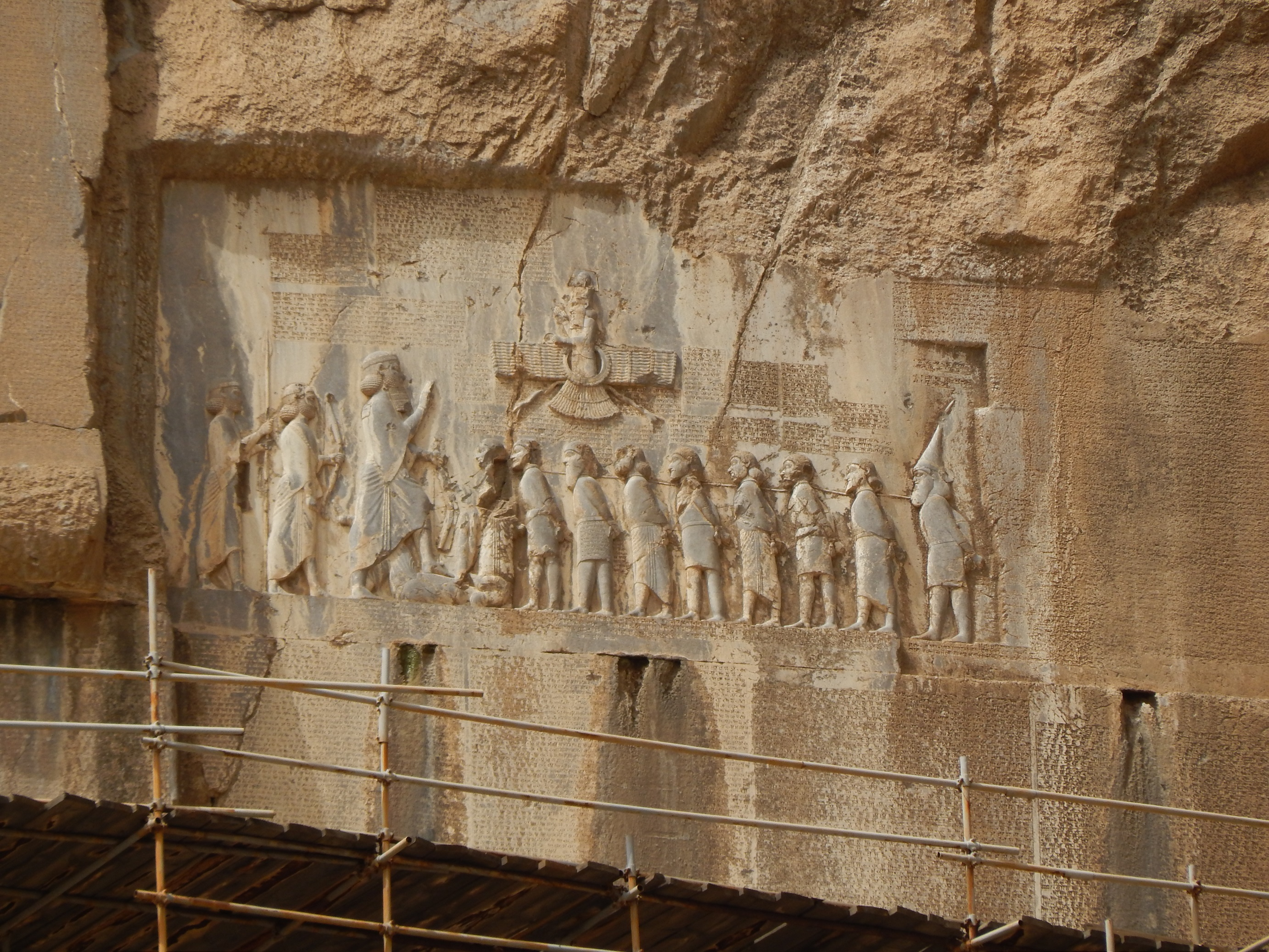
Inscription de Behistun.

La prise du pouvoir par Darius provoque immédiatement des révoltes en Élam, rapidement écrasées, et en Babylonie, plus difficilement maîtrisées. Alors qu'il se trouve à Babylone, la plupart des autres provinces se soulèvent : la Perse, l'Élam à nouveau, la Médie, l'Assyrie, l'Égypte, la Parthie, l'Arménie, la Margiane, la Sattagydie, et les Saces. Darius se vante d'avoir vaincu tous ces rebelles en l'espace d'une seule année, ce qui paraît peu crédible. Les batailles sont menées sur plusieurs fronts simultanément par les généraux de l'armée de Darius, celui-ci dirigeant les opérations depuis Babylone, puis depuis la Médie. L'ordre est finalement rétabli dans l'empire à la fin de l'année 521, à l'exception de l'Arménie ; l'Élam se révolte encore en 519, puis les Saces. Les chefs rebelles et leurs suites sont systématiquement suppliciés et exécutés.
Ces révoltes montrent que la légitimité de Darius ne faisait pas l'unanimité, puisque même la Perse se souleva sous la conduite d'un prince se présentant comme le vrai Bardiya. Elles révèlent aussi à quel point l'empire perse n'était politiquement et administrativement pas stable, au point d'éclater à la première succession difficile. Enfin, le poids des tributs et la crainte des noblesses locales de perdre leurs prérogatives face aux dirigeants perses ont joué un rôle non négligeable. Par contre, ces soulèvements ne semblent pas avoir été populaires, ce qui conforte l'image d'une domination perse plutôt bien acceptée par les populations locales.

### Réorganisation de l'empire
Darius revoit complètement le système des satrapies, établies par Cyrus. Le tribut de chaque satrapie est fixé par le pouvoir central, et non plus par le satrape car c'était une des raisons des révoltes du début du règne. Seule la satrapie de Perse est exemptée de tribut. Dans chaque satrapie, la justice est rendue selon les traditions locales ; en Égypte, Darius commande une compilation de tous les textes de loi jusqu'à Amasis. Si chaque satrapie conserve son administration propre, le pouvoir achéménide reste très présent et intervient fréquemment. De même que les Perses n'ont pas diffusé leurs lois, ils n'imposent pas non plus leur langue : c'est l'araméen, lingua franca d'une grande partie de l'empire, qui est utilisée pour les communications entre les satrapies et le pouvoir central, les ordres étant ensuite traduits en langue locale.

### Roi bâtisseur

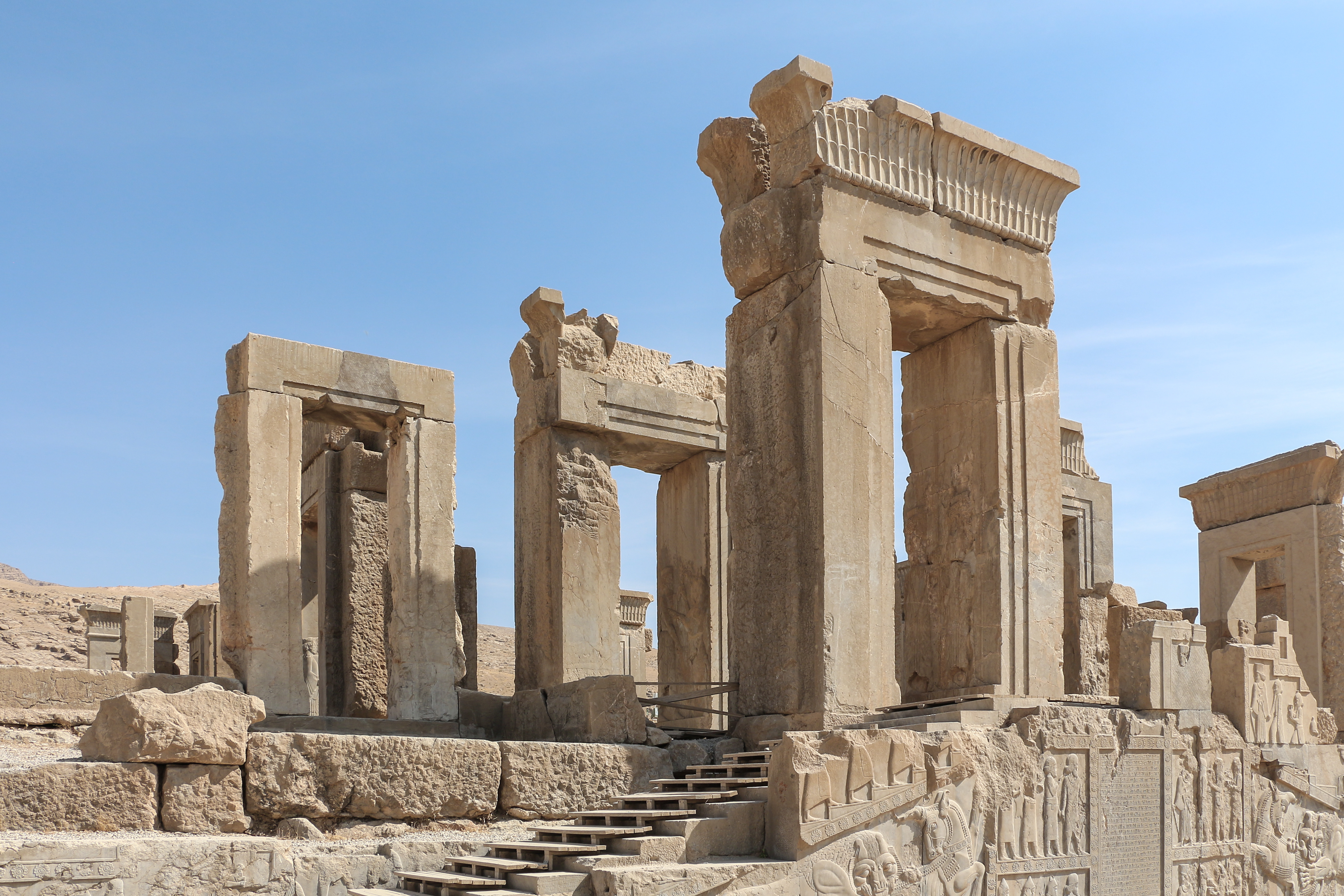
Palais de Darius Ier (Tachara) à Persépolis, Iran.

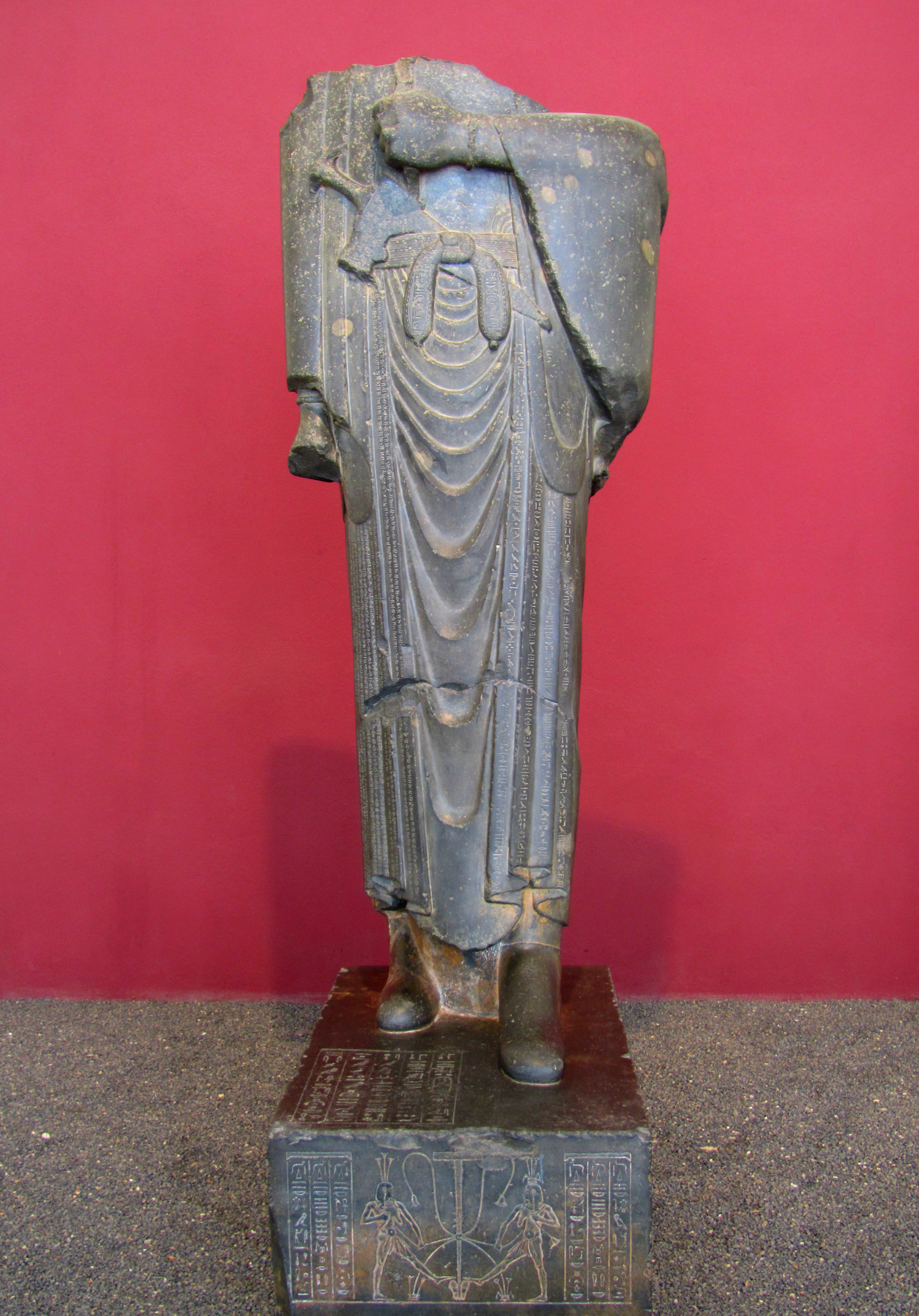
Statue de Darius, avant notre ère, 2.36 m sans la tête. D'abord placée à Héliopolis, elle fut ensuite ramenée à Suse par Xerxès Ier. Conservée au musée national d'Iran.

Après l'écrasement des révoltes, Darius entreprend la construction d'un monument destiné à proclamer sa légitimité, un immense bas-relief sur la falaise de Behistoun. On y voit Darius en grand roi écrasant Gaumata, et les neuf rois menteurs enchaînés. Le bas-relief est encadré d'un texte traduit en trois langues, vieux perse, élamite et babylonien, racontant le renversement de Gaumata, la répression des rois menteurs, et donnant toutes les justifications sur la légitimité de Darius, comme sa lignée et le soutien reçu d'Ahura Mazda.
Darius entreprend d'importants travaux de construction à Suse. Si la ville avait été une capitale pour ses prédécesseurs Cyrus et Cambyse, ils n'y avaient fait aucuns travaux notables et Suse avait conservé son aspect de capitale élamite. Sur l'impulsion de Darius, c'est toute la ville qui est remodelée : de nouvelles fortifications sont élevées, et on construit des terrasses, un apadana, un palais, des maisons, une porte monumentale. Il est probable que les travaux se soient poursuivis pendant tout le règne de Darius et au-delà, car on note l'emploi d'artisans ioniens et cariens déportés après la révolte de l'Ionie ; le plan d'ensemble a cependant certainement été dessiné au début du règne de Darius. Les chantiers s'étendaient sur 70 hectares, dont 12 hectares pour la seule terrasse des palais ; comme à Persépolis, d'immenses terrasses furent construites pour accueillir les palais.
Darius décide de construire une nouvelle capitale : ce sera Parsa (Persépolis en grec). Comme à Suse, les palais seront construits sur une immense terrasse fortifiée de 125 000 m2. On peut dater du règne de Darius : le Trésor, le palais de Darius, le grand escalier sud (remplacé par l'escalier ouest sous Xerxès) et possiblement le Triptylon. Mais comme à Suse, il est probable que l'ensemble du site ait été conçu sous Darius, et que ses successeurs n'aient fait généralement que poursuivre sa vision.
En Égypte, Darius fait remettre en état le canal des pharaons reliant la mer Rouge à Bubastis, dans le delta du Nil, entrepris sous Nékao II, et fait commémorer son œuvre par une série de stèles multilingues. Un temple d'Hibis est construit en son nom dans l'oasis de Kharga, et celui de Nekheb fut reconstruit. À Babylone, on note un palais construit pour Darius. À Jérusalem, alerté par le gouverneur qui s'inquiétait de la ferveur autour de la reconstruction du temple, Darius ordonne la poursuite des travaux, pour lesquels il fait un don. L'immense réseau des routes et postes royales, entrepris sous Cyrus, est poursuivi pour relier l'ensemble des satrapies.

### Conquêtes
Les conquêtes de Darius vont se porter vers l'ouest de l'empire ; elles apparaissent comme un effort de consolidation et de sécurisation des frontières héritées de Cyrus et Cambyse II, plutôt que comme une volonté d'expansion. Le premier territoire conquis, vers 519, est Samos qui n'intègre cependant pas l'empire, mais est confiée au tyran Syloson, obligé de Darius. C'est la première incursion des Perses dans la mer Égée.
En 513, à la suite de la guerre civile de Cyrène, la plus grande partie de la Libye est soumise.

#### Expédition en Scythie
Également en 513, Darius prend en personne la tête d'une expédition vers la Scythie, dont l'objectif final reste incertain. Selon Hérodote, elle rassemble 700 000 hommes, accompagnés de 600 navires, les effectifs étant principalement fournis par les cités de l'Hellespont. Darius fait construire un pont de bateaux sur le Bosphore pour faire passer son armée de l'Asie vers l'Europe. Darius soumet alors une partie de la Thrace et les Gètes tandis que sa flotte se dirige vers le Danube. Rejoignant la flotte à l'embouchure du Danube, l'armée s'enfonce en territoire scythe, mais les Scythes dirigés par Idanthyrse résistent tout en refusant l'affrontement ouvert, ils auraient selon Hérodote attiré les Perses dans un périple extravagant à travers la Scythie et le pays des Sauromates pour les épuiser. Darius est finalement obligé de battre en retraite, le Danube marquant ainsi une frontière définitive de l'empire perse. Sur le chemin du retour, la conquête de la Thrace est achevée. Devant la menace, la Macédoine se soumet sans combat et devient un protectorat.

#### Révolte de l'Ionie
En 500, à la suite de l'appel à l'aide de tyrans de Naxos chassés par leur peuple, le tyran de Milet, Aristagoras, propose au satrape Artaphernès de prendre Naxos, et de là, les Cyclades et l'Eubée. L'expédition est approuvée par Darius, mais des dissensions dans le commandement la font échouer, et pour éviter le châtiment du grand roi, Aristagoras se rebelle, déclare l'Ionie indépendante et impose l'isonomie. Il obtient le soutien d'Athènes, qui envoie vingt-cinq navires. La première attaque a lieu en 499 contre Sardes, qui est incendiée mais l'acropole reste imprenable ; les rebelles subissent une lourde défaite près d'Éphèse, et Athènes retire son soutien. Cependant, le soulèvement se propage dans toute la région, de Byzance à la Carie et à Chypre. Après quelques premiers succès contre l'armée perse, le rapport de force s'inverse et les cités retombent aux mains des Perses l'une après l'autre. Aristagoras meurt dans un combat contre les Thraces. La flotte ionienne est finalement vaincue à Ladé en 494, et Milet tombe. Les Perses se montrent impitoyables envers les vaincus.
En 493, Darius envoie son gendre Mardonios en Anatolie, d'où il intègre la Macédoine à l'empire, ainsi que les Bryges et Thasos.

#### Campagne de Grèce
La conquête de la Grèce se prépare dès 491, pour laquelle toutes les cités d'Anatolie sont mises à contribution ; le premier objectif semble être la capture des îles de la mer Égée : Naxos tombe en 490, puis Délos, Carystos, et l'Eubée. La domination perse sur la mer Égée est ainsi complète. La deuxième partie est rapidement interrompue : les Perses débarquent dans la plaine de Marathon où ils sont écrasés par les Grecs coalisés menés par les Athéniens, et doivent battre en retraite. Le peu d'insistance des Perses montre que l'objectif principal de cette expédition était bien la mer Égée et non la Grèce continentale.
L'Empire perse a alors atteint son extension maximale.

## Mort de Darius

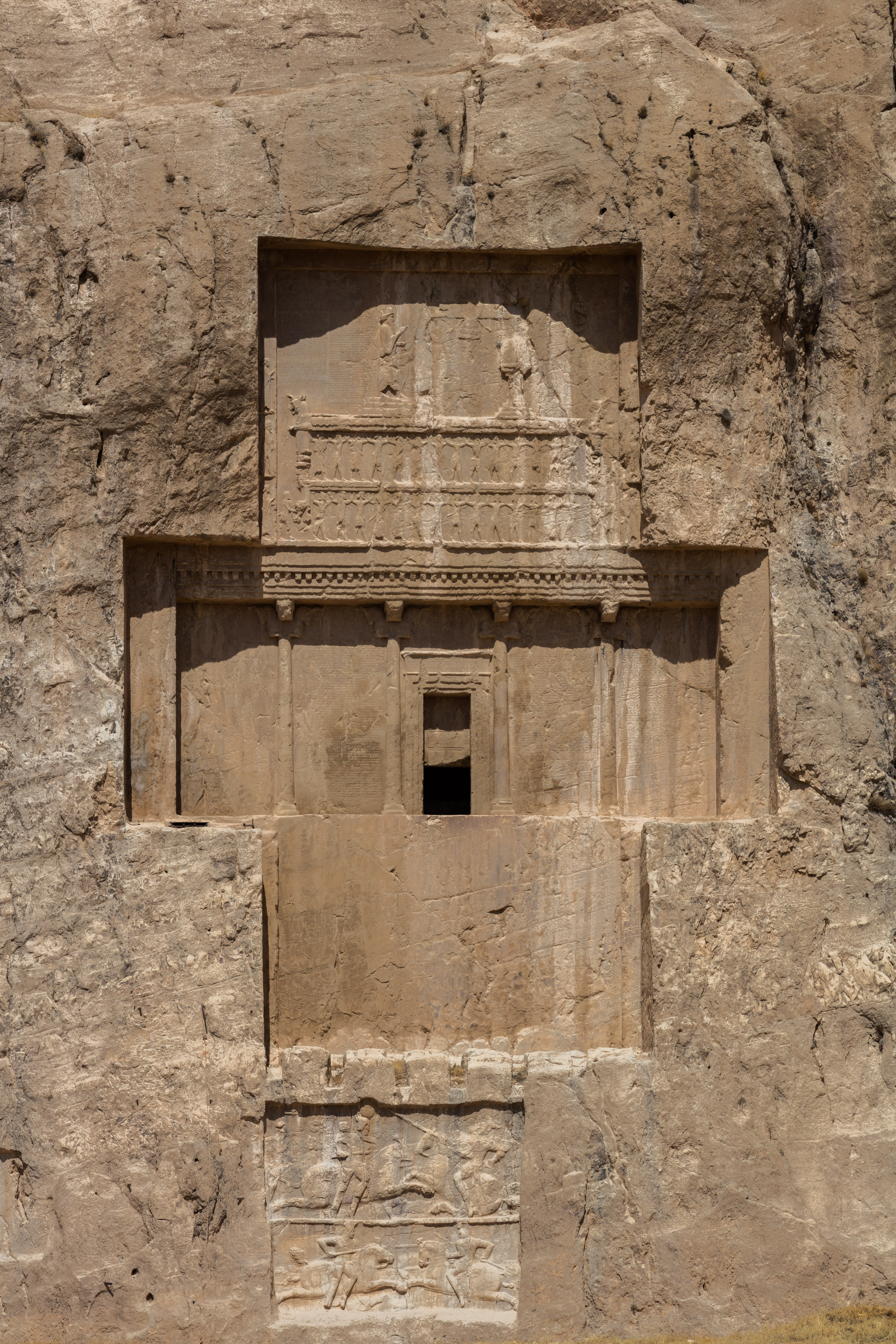
La tombe royale de Naqsh-e Rostam.

Hérodote  raconte que Darius se met aussitôt à préparer une nouvelle expédition contre la Grèce, qu'il mènerait personnellement, mais il est interrompu par une insurrection en Égypte en 486 av. J.-C. Alors qu'il s'apprête à intervenir, Darius meurt de maladie, en novembre 486 av. J.-C. Il est inhumé dans un tombeau rupestre qu'il avait fait construire de son vivant, à Naqsh-e Rostam.
Ses fils Xerxès et Artobarzanès se disputent la succession ; c'est leur oncle Artaban qui les départage en faveur de Xerxès.

## Culture populaire
Darius est le dirigeant des Perses dans le jeu vidéo Civilization V par Firaxis Games, sorti en 2010.

### Source antique
- Hérodote, Histoires [détail des éditions] [lire en ligne].